# 고코 천황
고코 천황(일본어: 光孝天皇, 830년 ~ 887년 9월 17일)은 제58대 일본 천황이다. 휘는 도키야스(時康)이다. 후지와라씨는 이 천황의 치세 때 처음으로 관백을 배출했다. 능호를 따서 고마쓰노미카도(小松帝) 또는 고타무라노미카도(後田邑帝)라고도 한다.

## 약력
어렸을 때부터 태황태후 다치바나노 가치코의 총애를 받았다. 16세에 아버지 닌묘 천황의 어전에서 친왕이 되었고 4품의 작위가 내려졌다 다투어진다. 이후 많은 관직을 역임했고 53세 때에 1품인 친왕의 우두머리가 되었다.
요제이 천황이 후지와라노 모토쓰네에 의해서 폐위 된 후 55세에 즉위하였다. 모토쓰네를 간파쿠로 하고 전대에 이어서 정무를 위임했다. 즉위와 동시에 모든 자녀를 신민으로 강등해 자손에게 황위를 전하지 않을 의향을 표명하고 있었지만 다음 천황의 후보자가 확정하지 않았을 때 병을 얻었기 때문에 887년 8월 25일에 자식 사다미를 친왕으로 복귀시키고 8월 26일에 황태자로 삼았다. 같은 해에 천황은 58세의 나이로 사망해 사다미 친왕이 황위를 이어받았다(우다 천황).
궁중 행사를 부흥시켰고 동시에 여러 예술 분야에서 뛰어난 문화인이기도 했다고 여겨진다. 와카·와코토 등에 뛰어났다고 하며 간무 천황의 선례를 모방해 매사냥을 부활시켰다. 또 친왕 시절에 스모 사별당을 맡고 있었으며 즉위 후에 스모를 장려하였다. 만년에는 정치 개혁을 지향하였으며 친왕 시대의 거처였다고 여겨지는 우다인의 근처에 절을 창건할 계획이었으나 모두 실현하지 못한 채 사망하였고 뒤를 이은 우다 천황의 '간표의 치' 및 닌나지 창건으로 계승되었다.

## 가계도
- 부황 : 닌묘 천황(仁明天皇)
- 모후 : 증황태후(曾皇太后) 후지와라노 사와코(藤原 沢子)
  - 황후 : 나카코 여왕(班子 女王) (833~900) - 나카노친왕(仲野親王)의 왕녀
    - 제1황녀 : 다다코 내친왕(忠子 内親王) (854~903)
    - 제1황자 : 고레타다 친왕(是忠 親王) (857~922)
    - 제2황자 : 고레사다 친왕(是貞 親王) (?~903)
    - 제7황자 : 사다미 친왕(定省 親王) - 우다 천황
    - 제2황녀 : 후미코 내친왕(簡子 内親王) (?~914)
    - 제3황녀 : 야스코 내친왕(綏子 内親王) (?~925)
    - 제19황녀 : 가메코 내친왕(為子 内親王) (?~899)
    - 황자 : 모토나가 왕(元長王) (?~883)

  - 뇨고(女御) : 후지와라노 카미코(藤原 佳美子) (?~898)
  - 뇨고(女御) : 다이라노 도모코(平 等子) - 다이라노 요시카제(平 好風)의 딸
  - 뇨고(女御) : 후지와라노 모토요시(藤原 元善) - 후지와라노 야마카게(藤原 山蔭)의 딸
  - 코이(更衣) : 후지와라노 모토코(藤原 元子)
  - 코이(更衣) : 사누키 씨(讃岐氏) - 사누키 나가나오(讃岐 永直)의 딸
    - 황자 : 모토미 왕(舊鑒王) (?~908)

  - 코이(更衣) : 시게노노 나오이코(滋野直子) (?~915)
    - 황자 : 미나모토노 구니노리(源 国紀) (?~909)
    - 제4황녀 : 시게코 내친왕(繁子 内親王) (?~916)

  - 궁인(宮人) : 후지와라씨(藤原氏) - 후지와라노 가도무네(藤原 門宗)의 딸
    - 황자 : 미나모토노 고레시게(源 是茂) (885~941)

  - 궁인(宮人) : ?여왕(?女王) - 마사미 왕(正躬王)의 왕녀
    - 제7황녀 : 무츠코 내친왕(穆子 内親王) (?~903)

  - 궁인(宮人) : 스가와라노 도모코(菅原 類子) - 스가와라노 고레요시(菅原 是善)의 딸
    - 황녀 : 미나모토노 노부코(源 順子) (?~925)

  - 궁인(宮人) : 다지히 씨(多治氏)
    - 황녀 : 미나모토노 간시(源緩子)

  - 궁인(宮人) : 후세 씨(布施氏)
    - 황자 : 기요미 왕(清実王)

## 같이 보기
- 고코마쓰 천황
- 일본 천황